# Lijst van staatshoofden en premiers van de Volksrepubliek Tannoe-Toeva
Dit is een lijst van staatshoofden en premiers van de Volksrepubliek Tannoe-Toeva.

## Kort overzicht van de geschiedenis van Toeva
- 1756: Geannexeerd door China
- 1912: Onafhankelijkheid uitgeroepen: Urjanchai Republiek
- 1914: Russisch protectoraat
- 1918: Toevaanse regering erkent de Sovjet-Unie en plaatst zich onder haar bescherming
- 1918-1919: Bezet door Russische "Witte" legers
- 1919-1920: Bezet door het Rode Leger
- 1920-1921: Bezet door China
- augustus 1921: Volksrepubliek Tannoe-Toeva
- 1926: Volksrepubliek Toeva
- 1944: Russische autonome oblast (autonome provincie)
- 1961: Toevaanse ASSR (autonome republiek)

Hieronder is een lijst te zien van regeringshoofden van de Volksrepubliek Toeva. 

## Staatshoofden

### Voorzitter van de Algemene Centrale Raad
| Naam                       | Periode   |
| -------------------------- | --------- |
| Sodnam Balchir Ambyn-noyon | 1921-1922 |

### Voorzitters van het Presidium van de Kleine Hural
| Naam                       | Periode   | Partij |
| -------------------------- | --------- | ------ |
| ...                        | 1922-1924 | TPRP   |
| Nimachyan                  | 1924-1929 | TPRP   |
| Chuldum                    | 1929-1936 | TPRP   |
| Adyg-Tyulyush Khemchik-ool | 1936-1938 | TPRP   |
| Polat                      | 1938-1940 | TPRP   |
| Chertek Antsjimaa-Toka     | 1940-1944 | TPRP   |

## Premiers

### Voorzitters van de Raad van Ministers
| Naam                      | Periode         | Partij |
| ------------------------- | --------------- | ------ |
| Sdnam Balchir Ambyn-noyon | 1921-1922       | TPRP   |
| Lobzang Osur              | maart-aug. 1922 | TPRP   |
| Idam Sürun                | 1922-1923       | TPRP   |
| Mongush Buyan-Badyrgy     | 1923-1924       | TPRP   |
| Kuular Donduk             | 1924-1929       | TPRP   |
| Khemchik-ool              | 1929-1936       | TPRP   |
| Sat Churmit-Daji          | 1936-1938       | TPRP   |
| ...                       | 1938-1940       | TPRP   |
| Saryg Tongak Chymba       | 1940-1944       | TPRP   |